# 馬格努斯·亨里克松
馬格努斯二世（瑞典語：Magnus Henriksson；約1130年—1161年），全名為馬格努斯·亨里克松，是埃斯特里德森王朝的瑞典國王（1160年－1161年在位）。父親是丹麥國王斯文二世的孫子亨里克·斯卡德洛，母親是瑞典國王拉格瓦爾德的女兒英格麗·拉格瓦爾德斯多塔。他也是挪威國王英格一世·哈拉爾松同母異父的兄長。

## 生平
馬格努斯二世娶了母親的第二任丈夫挪威國王哈拉爾四世的私生女為妻。因為外曾祖父老英格的關係，馬格努斯二世是其中一名聲索王位者。1160年5月18日，馬格努斯二世暗殺當時的瑞典國王埃里克九世。當日是耶穌升天節，埃里克九世聽完彌撒離開教堂時，瑞典貴族與對手斯渥克爾王朝結盟在烏普薩拉附近的埃斯特拉羅斯暗殺他，他被叛軍拉下馬跌在地上，嘲笑並刺傷他，然後斬下他的首級。馬格努斯二世以老英格後人的身份成為國王，差不多統治整個瑞典。1161年，馬格努斯二世在厄勒布魯被政敵約塔蘭的統治者斯渥克爾王朝卡爾七世謀殺，並聲稱馬格努斯二世為篡位者。卡爾七世在他死後成為國王。